# Krauseola
Krauseola es un género de plantas con flores con dos especies  perteneciente a la familia de las cariofiláceas.

## Taxonomía
El género fue descrito por Pax & K.Hoffm.  y publicado en Die natürlichen Pflanzenfamilien, Zweite Auflage 16c: 308. 1934.

## Especies
- Krauseola gillettii Turrill
- Krauseola mosambicina (Moss) Pax & K.Hoffm.